# アロファン酸ヒドロラーゼ
アロファン酸ヒドロラーゼ(Allophanate hydrolase、EC 3.5.1.54)は、以下の化学反応を触媒する酵素である。
アロファン酸 {\displaystyle {\ce {+{3H2O}+H+<=>{2HCO3^{-}}+2NH4+}}}
従って、この酵素の基質はアロファン酸と水の2つ、生成物は炭酸水素塩とアンモニウムの2つである。
この酵素は加水分解酵素、特に鎖状アミドの炭素-窒素結合に作用するものに分類される。系統名は、尿素-1-カルボン酸 アミドヒドロラーゼ(urea-1-carboxylate amidohydrolase)である。この酵素は、尿素回路やアトラジンの分解に関与している。